# Weatherby
Weatherby és una població dels Estats Units a l'estat de Missouri. Segons el cens del 2000 tenia 123 habitants.

## Demografia
Segons el cens del 2000, Weatherby tenia 123 habitants, 52 habitatges, i 33 famílies. La densitat de població era de 395,8 habitants per km².
Dels 52 habitatges en un 26,9% hi vivien nens de menys de 18 anys, en un 51,9% hi vivien parelles casades, en un 11,5% dones solteres, i en un 36,5% no eren unitats familiars. En el 32,7% dels habitatges hi vivien persones soles el 13,5% de les quals corresponia a persones de 65 anys o més que vivien soles. El nombre mitjà de persones vivint en cada habitatge era de 2,37 i el nombre mitjà de persones que vivien en cada família era de 3,09.
Per edats la població es repartia de la següent manera: un 25,2% tenia menys de 18 anys, un 7,3% entre 18 i 24, un 21,1% entre 25 i 44, un 28,5% de 45 a 60 i un 17,9% 65 anys o més.
L'edat mediana era de 42 anys. Per cada 100 dones de 18 o més anys hi havia 95,7 homes.
La renda mediana per habitatge era de 19.375 $ i la renda mediana per família de 20.625 $. Els homes tenien una renda mediana de 22.083 $ mentre que les dones 16.250 $. La renda per capita de la població era de 9.475 $. Entorn del 19% de les famílies i el 21,1% de la població estaven per davall del llindar de pobresa.

## Poblacions més properes
El següent diagrama mostra les poblacions més properes.